# لیانگ جان
لیانگ جان (انگلیسی: Leung Jan؛ ۱۸۲۶ – ۱۹۰۱) یک رزمی‌کار سبک وینگ‌چون و شکسته‌بند سنتی چینی و اهل دودمان چینگ بود. یکی از فرزندان و شاگردان او لیانگ بیک، استاد ییپ من بود. از دیگر شاگردان مشهورِ لیانگ جان، می‌توان به چان وا-شون اشاره کرد. لیانگ جان یکی از نخستین استادان وینگ‌چون است که مستندات دقیقی از فعالیت‌های او در دست است، در حالی‌که پیش از وی، این سبک عمدتاً به‌صورت شفاهی از استاد به شاگرد منتقل می‌شد.